# Roland TR-909

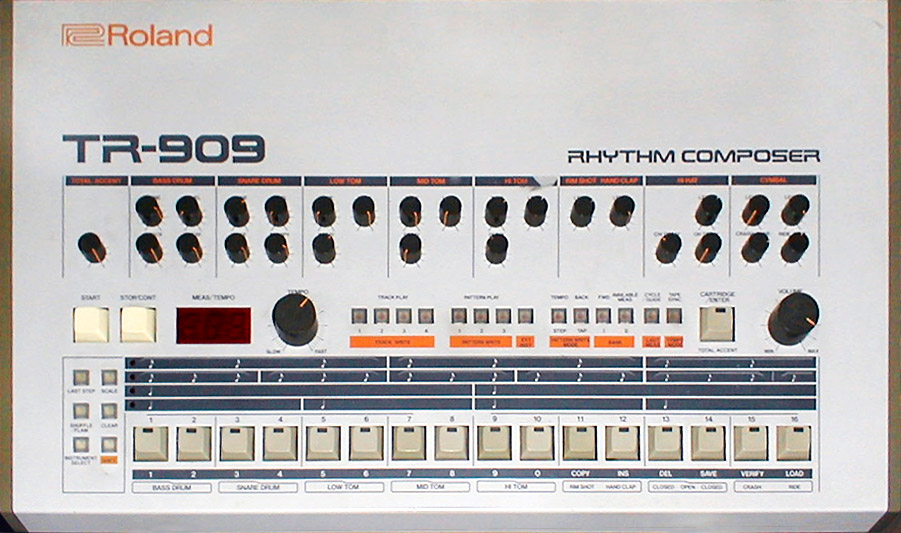
Um TR-909 na versão original

Roland TR-909 é um clássico sequencer Drum machine desenvolvido por Tadao Kikumoto. É um sintetizador comum que pode ser encontrado em softwares como o ReBirth (Da Propellerheads) e o Fruity Loops (Image Line). Pode-se editar efeitos como: attack, tone, tuning, decay, snap e accent que correspondem à: ataque, tom, afinação, decaimento, batida e acentuação, respectivamente.

## Características
Podemos usar o TR-909 para compor músicas de vários gêneros como Techno, Hip Hop, Trance, Rock, House, Pop, etc. Os sons incluem:
- Kick
- Snare
- Hand clap
- Open hi hat
- Closed hi hat
- Low
- Mid
- Hi toms
- Rim shot
- Ride
- Crash cymbals